# 皮埃尔·拉塔亚德
皮埃尔·拉塔亚德（法語：Pierre Lataillade，1933年4月27日—2020年11月7日），法国政治人物。

## 生平
1933年生于吉伦特省阿卡雄，1956年成为市议员。1978年当选法国国民议会议员，1985年当选市长。1986年至1999年曾任欧洲议会议员。
2020年11月7日在居让-梅斯特拉斯逝世。